# Ève Pouteil-Noble
Ève Pouteil-Noble (Annecy, 7 de junio de 1981) es una deportista francesa que compitió en esgrima, especialista en la modalidad de sable.
Ganó tres medallas en el Campeonato Mundial de Esgrima, en los años 1999 y 2000.

## Palmarés internacional
| Campeonato Mundial | Campeonato Mundial   | Campeonato Mundial | Campeonato Mundial |
| Año                | Lugar                | Medalla            | Prueba             |
| ------------------ | -------------------- | ------------------ | ------------------ |
| 1999               | Seúl (Corea del Sur) | Medalla de plata   | Sable por equipos  |
| 1999               | Seúl (Corea del Sur) | Medalla de bronce  | Sable individual   |
| 2000               | Budapest (Hungría)   | Medalla de bronce  | Sable por equipos  |